# Джери Мълиган
Джералд (Джери) Джоузъф Мълиган (на английски: Gerald Joseph „Gerry“ Mulligan) е американски джаз музикант, саксофонист, кларинетист, композитор и аранжор. Известен е като един от майсторите на баритон саксофона в кул джаза, но освен това има големи успехи като аранжор. Работил е с Клод Торнхил, Майлс Дейвис, Стан Кентън и други. Квартетът на Мълиган от началото на 50-те, който е без пиано, но в който участва тромпетиста Чет Бейкър, е смятан за една от най-важните кул джаз групи.